# Cornville, Arizona
Cornville je naseljeno područje za statističke svrhe u američkoj saveznoj državi Arizona. Prema popisu stanovništva iz 2010. u njemu je živjelo 3,280 stanovnika.